# ジョゼフ・ポール＝ボンクール
アウグスティン・アルフレッド・ジョゼフ・ポール＝ボンクール（Augustin Alfred Joseph Paul-Boncour (フランス語発音: [ʒɔzɛf pɔl bɔ̃kuʁ]、1873年8月4日 - 1972年3月28日）は、第三共和政のフランスの政治家・外交官である。共和社会党(PRS)に所属し、1932年12月から1933年1月まで閣僚評議会議長（首相）を務めた。そのほか、1930年代に多くの政府要職を歴任し、国務大臣在任中の1936年には国際連盟常任代表を務めた。

## 生涯
ポール＝ボンクールはロワール＝エ＝シェール県サン＝テニャンで生まれ、パリ大学で法学を学んだ。その後、労働運動家となり、労働組合Bourse du Travailで法律評議会を組織した。1898年から1902年まで閣僚評議会議長ピエール・ワルデック＝ルソーの私設秘書を務めた。1909年に急進党から代議院（下院）議員選挙に出馬して当選し、1914年まで議員を務めた。1911年3月から6月までの短期間労働大臣を務めた。第一次世界大戦で軍務に就いた後、国民議会に復帰した。
ポール＝ボンクールは社会主義に転向し、1916年に社会党(SFIO)に入党した。しかし、国際連盟が無力化する中、国防の強化がフランスには必要だと主張したが、党が反対したため、1931年に社会党を離党し、共和社会党に入党した。1935年、フランス社会党(PSF)、フランス社会党ジャン・ジョレス派(PSdF)と合併して社会共和連合(USR)となった。
1931年に元老院（上院）議員に選出され、1940年のヴィシー政権樹立まで務めた。上院議員在任中に、様々な閣僚ポストや外交ポストに就いた。1932年から1936年まで国際連盟フランス常駐代表、1932年に戦争大臣、1932年12月から1933年1月まで閣僚評議会議長（首相）、1932年12月から1934年1月まで、1938年3月から4月までの2度、外務大臣を務めた。
ポール＝ボンクールはヴィシー政権の樹立に反対し、フランス陥落後もアルジェからナチス・ドイツとの戦いを継続するよう提言した。国際連合設立のためのサンフランシスコ会議にフランス代表団代表として参加し、国際連合憲章に署名した。1946年から1948年まで再び上院議員を務めた。
1972年3月28日、パリにて98歳で死去した。

## ポール＝ボンクール内閣
- ジョゼフ・ポール＝ボンクール – 閣僚評議会議長、外務大臣
- エドゥアール・ダラディエ – 戦争大臣
- カミーユ・ショータン – 内務大臣
- アンリ・シェロン（英語版） – 財務大臣
- アルベール・ダリミエ（英語版） – 労働・社会保障大臣
- アベル・ギャルディ（英語版） – 法務大臣
- ジョルジュ・レーグ（英語版） – 海軍大臣
- レオン・マイヤー（英語版） – 商船大臣
- ポール・パンルヴェ – 空軍大臣
- アナトール・ド・モンジー（英語版） – 国民教育大臣
- エドモン・ミエレット（英語版） – 年金大臣
- アンリ・クイユ（英語版） – 農業大臣
- アルベール・サロー（英語版） – 植民地大臣
- ジョルジュ・ボネ（英語版） – 公共事業大臣
- シャルル・ダニエルー（英語版） – 厚生大臣
- ローラン・エナック（英語版） – 郵政・電信電話大臣
- ジュリアン・デュラン（英語版） – 通商産業大臣

| 公職                              | 公職                                                   | 公職                          |
| --------------------------------- | ------------------------------------------------------ | ----------------------------- |
| 先代 Louis Lafferre               | フランス 労働・社会保障大臣 1911                       | 次代 ルネ・ベナール           |
| 先代 フランソワ・ピエトリ         | フランス 戦争大臣 1932                                 | 次代 エドゥアール・ダラディエ |
| 先代 エドゥアール・エリオ         | フランス 閣僚評議会議長 1932–1933                      | 次代 エドゥアール・ダラディエ |
| 先代 エドゥアール・エリオ         | フランス 外務大臣 1932–1934                            | 次代 エドゥアール・ダラディエ |
| 先代 ジャン・ファブリ             | フランス 国防・戦争大臣 1934                           | 次代 フィリップ・ペタン       |
| 先代 イヴォン・デルボス           | フランス 外務大臣 1938                                 | 次代 ジョルジュ・ボネ         |
| 外交職                            |                                                        |                               |
| 先代 –                            | 国際連盟常駐代表 1936                                  | 次代 –                        |
| 記録                              |                                                        |                               |
| 先代 アルフレド・ゾルフ・イ・ムロ | 最高齢の国家指導者経験者 1969年8月14日 - 1972年3月28日 | 次代 エミール・ロイター       |